# Recaiguda
En medicina, una recaiguda és la situació que una malaltia que ha passat un temps sense donar símptomes torna a manifestar-se. El terme es pot referir a la tornada d'un trastorn físic (per exemple, càncer o una malaltia crònica), psicològic (per exemple, depressió) o addictiu (per exemple, alcoholisme).
La gravetat d'una recaiguda sol estar relacionada directament amb la gravetat de la malaltia en qüestió. L'efectivitat de molts medicaments per a malalties cròniques depèn en gran manera de la durada de la remissió (període entre dues recaigudes) que proporcionen.